# Готфрид фон Дорсвайлер
Готфрид фон Дорсвайлер (на немски: Gottfried von Dorsweiler; * пр. 1252; † сл. 1264) е благородник, първият известен господар на Дорсвайлер (Торшвил, Мозел) в Лотарингия, нарича се фон Морсберг. Прародител е на господарите фон Крихинген.

## Биография
Готфрид фон Дорсвайлер се жени сл. 1224 г. за Лорета фон Ролинген (* пр. 1252; † сл. 1264), вдовица на Райнер I фон Саарбрюкен († сл. 1224), дъщеря на Роберт фон Ролинген († сл. 1213/пр. 1259) и Юдит де Нойвилер († сл. 1209) или Клеменца Росиерес.
Внукът му Вирих фон Дорсвайлер († сл. 1351), байлиф на епископа на Мец, син на синът му Годелман фон Дорсвайлер-Морсберг († 1314), става господар на Крихинген, чрез женитбата му с дъщеря на Йохан на Крихинген и Елизабет фон Малберг.
Господарите фон Дорсвайлер наследяват през 14 век господарите фон Крихинген и започват да се наричат фон Крихинген. Господарите на Крихинген чрез женитби получават големи територии в Саарланд, Горна Лотарингия и в Люксембург.

## Деца
Готфрид фон Дорсвайлер и Лорета фон Ролинген имат четири деца:
- Роберт фон Дорсвайлер-Морсберг (* пр. 1252; † 26 февруари 1292), женен за Клеменция († сл. 26 февруари 1292); има шест сина
- Кристиана фон Дорсвайлер-Морсберг (* пр. 1252), омъжена за Вилхелм (* пр. 1252)
- Годелман фон Дорсвайлер-Морсберг († 1314), фогт на Госонкурт-Ванекурт, женен I. за Лорета фон Ролинген († сл. 1264), има пет деца; II. сл. 1264 г. за Лоретта фон Даун-Оберщайн († сл. 1361), дъщеря на Вирих II фон Даун-Оберщайн († 1299); син му Вирих фон Дорсвайлер († сл. 1351) е господар на Крихинген; вдовицата му Лоретта фон Даун се омъжва 1317 г. за Готфрид IV фон Епщайн († 1341/1342)
- Вилхелм фон Дорсвайлер-Морсберг († 17 декември 1320); няма деца